# From Italy's Shores
From Italy's Shores er en amerikansk stumfilm fra 1915 af Otis Turner.

## Medvirkende
- Roy Stewart
- Jane Novak
- Harold Lloyd